# Tank Girl (film)
Tank Girl is een Amerikaanse sciencefiction-actiekomedie uit 1995. De film werd geregisseerd door Rachel Talalay en is gebaseerd op de gelijknamige Britse stripserie van Alan Martin en Jamie Hewlett. De hoofdrollen worden vertolkt door Lori Petty, Naomi Watts, Ice-T en Malcolm McDowell.

## Verhaal
In een postapocalyptische wereld heeft de Water & Power Company het monopolie op de distributie van het schaarse water. Tank Girl, Jet Girl en een groepje mutanten strijden tegen het bedrijf.

## Rolverdeling
| Acteur              | Personage           |
| ------------------- | ------------------- |
| Lori Petty          | Tank Girl / Rebecca |
| Ice-T               | T-Saint             |
| Naomi Watts         | Jet Girl            |
| Don Harvey          | Sergeant Small      |
| Jeff Kober          | Booga               |
| Reg E. Cathey       | Deetee              |
| Scott Coffey        | Donner              |
| Malcolm McDowell    | Kesslee             |
| Stacy Linn Ramsower | Sam                 |
| Ann Cusack          | Sub Girl            |
| Brian Wimmer        | Richard             |
| Iggy Pop            | Rat Face            |
| Dawn Robinson       | Model               |
| Billy L. Sullivan   | Max                 |
| James Hong          | Che'tsai            |
| Charles Lucia       | Capt. Derouche      |

## Productie
De film was een flop en kreeg gemengde tot negatieve recensies. De film wordt evenwel gezien als een cultfilm met een trouwe schare fans.